# Sail Tower (Yeda)
El Sail Tower es un hotel rascacielos en construcción situado en Yeda, la segunda ciudad más grande de Arabia Saudita. Está en desarrollo desde 2012 y alcanzó su altura arquitectónica en 2021. Tiene 64 pisos y mide 240 metros (m) de altura, lo que lo conviere en el edificio más alto de la ciudad y el décimo más alto de Arabia Saudita.

## Sitio y arquitectura
Se encuentra a orillas del Mar Rojo, y está previsto que una vez finalizado tenga 104 apartamentos con servicios y plazas de aparcamiento para 600 coches. Alberga The Shangri-La Hotel. Fue diseñado por el estudio de arquitectura Perkins & Will, el autor de otros rascacielos icónicos como la Chase Tower de Chicago, el Burj Daman de Dubái o el Antilia de Bombay.